# Новохортиця
Новохо́ртиця — село в Україні, у Софіївській селищній громаді Криворізького району Дніпропетровської області.
Населення — 97 мешканців.
Село Ной-Хортиця засноване у 1872 р., коли колонія Хортиця започаткувала дочірню колонію Баратов (до складу входили села Ной-Хортиця (сьогодні Новохортиця) та Гнаденталь (сьогодні Маяк)). Більшість колоністів прибули на нові землі із села Хортиця, назвавши нове село іменем свого попереднього поселення. Ной-Хортиця була запланована у традиційний менонітський спосіб: головна вулиця із садибами по її обидва боки. Подвір’я з одного боку виходили до струмка. З південного боку струмка селяни збудували греблю, що забезпечувало їм можливість накопичувати воду. Спочатку у селі було утворено 36 господарств, кожне з яких розташовувалося на 50 десятинах землі. 
Окрім головної, село мало й бічну вулицю, що проходила неподалік від центру села. На ній, у місці перетину головної вулиці, розмістилися церква, школа та сільський магазин. По інший бік від струмка жили безземельні мешканці Ной-Хортиці. Школа у селі почала діяти з 1873 р. У 1890 р. її будівлю значно розширили. Богослужіння спочатку відправляли у приватних будинках та стодолах, аж поки у 1908 р. не збудували нової споруди церкви. Вона діяла до 1929 р., коли влада зробила в ній школу. У селі працював вітряний млин та магазин. У 80-х роках ХІХ ст. Генріх Дік збудував у Ной-Хортиці новий потужний паровий млин. Наступний подібний млин звів Петер Ремпель. Обидва млини були побудовані з каменю. 
У 1898 р. населення Ной-Хортиці налічувало 390 осіб, а у 1918 р. зменшилося до 300. Загальна площа сільських угідь становила 1 895 десятин. Після 1928 р. усю землю конфіскували та націоналізували. Тут був організований колгосп «Надія». Сьогодні село називається Новохортиця. Збереглося лише кілька менонітських споруд. Нагробки старого менонітського цвинтаря використані новими господарями під будівництво фундаментів. Однак не всі. Ідентифіковано кілька нагробних плит, на яких можна прочитати прізвища.

## Перші роки поселення
План розвитку передбачав заснування села в долині струмка. Ной-Хортиця складалася з тридцяти шести «нових» фермерів.
На кожного селянина мало припадати 50 десятин, решта 94 десятини відводилася як запас землі для створення майбутніх дочірніх колоній. До Новохортиці здебільшого переселилися селяни з Хортиці. Заявка для тих, хто бажав переселитися в майбутню дочірню колонію, передбачала початковий внесок або депозит. 
Існує згадка, що Якоб Епп, чоловік з обмеженими фінансовими можливостями, хвилювався, чи вистачить його вкладу. 1 листопада 1871 року всі майбутні поселенці зібралися для жеребкування місця розташування садиб і внесення початкового внеску за землю. Після цього мешканці обирали старосту свого села. 
Дітріх Тіссен став першим старостою Ной-Хортиці. Додатково було обрано трьох чоловіків, які допомагали землеміру Пітеру Регієру встановлювати межі села між іншими населеними пунктами, а також між садибами мешканців. Межі між володіннями розмічали одноборозним плугом.
У березні 1872 року потенційні поселенці зі своїм майном почали переїжджати у будинки. Вони почали орати, сіяти, випасати худобу, заготовляти корм і опалювальний матеріал на зиму, зводити будівлі. Деякі поселенці будували тимчасові будинки (землянки), які наполовину закопували в землю, щоб було тепло взимку. 
На першу зиму частина поселенців була змушена переїхати у Кам’янку (єврейське село), щоб діти могли продовжити навчання. Але все-таки завдяки тому що, будівельна програма Ной-Хортиця була досить просунутою, більшість перших переселенців залишилися на місці у першу зиму. Навесні поселенці інспектували ґрунт на предмет однорідності й оглядали поля, готуючись до посіву. Дещо відчувалися труднощі з пошуком питної води: лише одна десята частина криниць мала воду, придатну для худоби. Кращу воду знайшли відразу за селом.Земля між струмком і головною вулицею мала ґрунти з високим вмістом солі, що впливало на ріст садів і городів. У деяких районах були ґрунти з таким високим вмістом солі, що навіть стійкі до солі рослини не могли вижити. Здавалося, що земельні інспектори, які вибирали місце для села, можливо, не знали про засоленість ґрунтів і вплив на ріст і продуктивність рослин.
У перші роки оброблялися лише невеликі поля. Їх засівали вручну, восени урожай косили ручною косою, зв’язували в снопи, а потім молотили важким рифленим каменем на току біля хліва.
Шкільне навчання та церковні служби в початковий період проводилися в домівках. Було створено Менонітську церкву Ной-Хортиці й обрано місцевого лідера. Хрещення та причастя відслужив ельтестер (старійшина) із колонії Хортиця. Деякі з поселенців були пасторами (наприклад, Якоб
Паеткау, Антон Зудерман і Ґергард Енс у Ной-Хортиці).

###### Серед перших поселенців Ной-Хортиці:
Дітріх Тіссен (перший староста), Петер Блац, Йоганн Барґен, Гайнріх Нойфельд, Йоганн Андрес, Якоб Савацький (помер 5 червня 1872, перша смерть), Даніель Янцен, Йоганн Дік, Ґергард Тіссен, Клас Тіссен, Дайтріх Браун, Якоб Нойфельд, Йоганн Вір, Пітер Каспер, Джон Вілер, Пітер Блок, Пітер Епп, Абрам Ісаак Пітер Пітерс. 

## Освіта
Під час безладу після Першої світової війни відзначалося 50-річчя його заснування колонії. Прогрес перших 50 років був приємним. Але війна і наступна революція багато знищили, і перспективи на майбутнє були похмурими, тому що переможні комуністи були налаштовані на силову страту свого режиму. 
Для прогресивних фермерів-менонітів новий порядок був кроком назад.
Освітні заклади колонії Баратов знаходилося на відносно високому рівні. У кожному селі працювало по два добре підготовлених учителя; їх гідно підтримали батьки вихованців. Відвідуваність була задовільною. 
У Гнаденталі деякий час була також середня школа зі спеціальним учителем. Школа призначалася для хлопців, які бажали підготуватися до вищих шкіл. Ті, хто продовжив навчання, відвідували Центральну школу в Хортиціі. Особливу увагу приділяли релігійному навчанню, а також викладали історію менонітів. Термін тривав вісім-дев'ять місяців, а курс - вісім-дев'ять років. Після закінчення курсу навчання учні були екзаменовані з предметів, які вони вивчали, як з російської мови, так і з німецької мови та з релігії. Тим, хто склав, видавали два сертифікати; один для німецької мови та релігії був виданий керівниками громади та вчителем. Для покращення викладання вчителі менонітських сіл збиралися на конференцію приблизно раз на місяць в одній зі шкіл.
Оскільки комунізм ставив за мету винищити релігію, а селяни-меноніти виступали проти примусової колективізації, значна частина поселення Баратів емігрувала до Канади в 1923 році, де вони знайшли хороший дім.
Ті, хто залишився, зазнали багато страждань. Багато, особливо заможніші фермери, загинули у вигнанні, а церковне життя було жорстоко перешкоджено. У 1929 році тисячі менонітів втекли на еміграцію через Москву; серед яких були і баратівські переселенці. Немає чітких цифр щодо тих, хто прибув до Парагваю та Канади.

## Менонітська церква
Менонітська церква в Ной-Хортиці (Ново-Хортиця) була організована в 1872 році в поселенні менонітів Баратов, як дочірня церква менонітів Хортиці. Коли в 1874 році по сусідству було засновано поселення Шляхтин, його села також увійшли до складу менонітської церкви Ной-Хортица. 

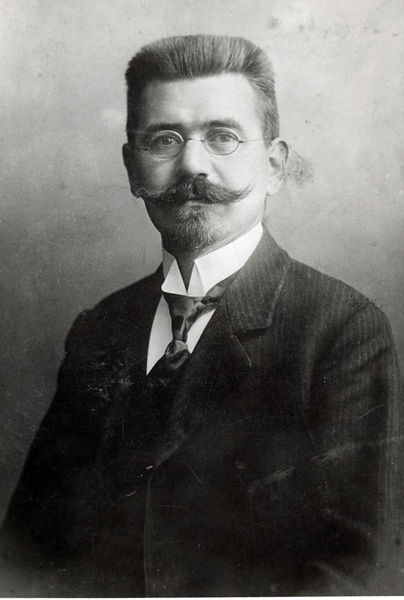
Jakob Aron Rempel

У 1905 році кількість членів складала 1045 осіб, а загальна кількість населення становила 2569 осіб. Якоб Петкау служив старійшиною збору в 1910-1918 роках. 
Його наступником на посаді старійшини став Дж. А. Ремпель 1920-1929, який був останнім старійшиною збору. 
Іншими служителями з датами висвячення були Петер Классен (1890), Якоб Епп (1852), Герхард Дейк (1856), Герхард Енс I (1860), Антон Зудерманн (1870), Герхард Енс II (1870), Дітріх Епп ( 1872), Корнеліус Ремпель 1879), Якоб Классен (1900), Abr. Пеннер (1880), Генріх Дейк (1884), Клаас Вібе (1884), Аарон Варкентін (1890), Пітер Пеннер (1890), Якоб Берг (1892), Абрахам Крегер (1897), Дітріх Гьорцен (1898) і Вільгельм Савацький (1905 рік). 
Конгрегація мала місця поклоніння в Ной-Хортиці та Грюнфельді (с.Зелене поле, Криворізького р-ну). Під час революції та за часів керівництва Сталіна громада сильно постраждала. У 1923 році 500 осіб із цього збору іммігрували до Канади. 
Старійшина Дж. А. Ремпел був дуже активним у своїй громаді, а також представляв менонітів в уряді. Він обслуговував багато громад по всій Російські імперії. У 1925 році його делегували для участі в першій всесвітній конференції менонітів у Базелі, Швейцарія. У 1929 р. був відправлений на заслання, де й загинув у 1941 р. У 1930 р. також був засланий співслужитель Петро Функ. 
Богослужіння були припинені. Під час німецької окупації (1941-1943) релігійне життя дещо пожвавилося. Старійшиною тоді був Джейкоб Фрізен, який пізніше емігрував до Канади. Церковні документи громади (за словами племінниці старця Якова Петкау) були спалені за радянської влади. Більшість членів менонітської церкви Ной-Хортица були вивезені до Німеччини разом з відступаючою німецькою армією в 1943 році. Однак лише частина з них дісталася Канади та Південної Америки, більшість була відправлена назад російською армією.

## Якоб Арон Ремпель (Jakob Aron Rempel)
Старійшина Яків Арон Ремпель був, мабуть, однією з найважливіших особистостей серед менонітів Російської імперії 20-го століття, як з точки зору його богословської освіти, так і за своєю неординарною особистістю та громадською діяльністю. У 1929 році був заарештований ОДПУ (Об’єднане державне політичне управління СРСР) за релігійні переконання. Наступні дванадцять років він провів на засланні та у в’язниці, аж до його страти в 1941 році.
Раннє життя:  Батько та предки Ремпеля були фермерами, його батько зайнявся бізнесом, і  деякий час був власником млина. Однак у 1893 році він збанкрутував і занурився в жахливу бідність. Старший син у сім’ї з 13 дітьми, Якоб був найнятий до місцевого фермера конюхом після закінчення свого навчання в сільській школі. Незважаючи на ці труднощі, Якоб самостійно вивчився і став учителем. Завдяки стипендії заможного власника млинів (Джон Тіссен, Катеринослав) він зміг шість років навчатися в Базелі. У 1912 році Ремпель повернувся до Росії і почав викладати в різних школах у Хортиці, Юзівці (Донецьк), Нікополі та Катеринославі. Він також служив проповідником менонітської церкви в Катеринославі. Навесні 1920 року Ремпель був призначений професором німецької мови в Московському університеті. Тоді ж був обраний громадою Нової Хортиці старостою. Він прийняв посаду з великим ентузіазмом і був висвячений 2 травня 1920р. Це стало початком жвавої діяльності в його місцевій конгрегації та в сусідніх громадах.
Церковна робота: На Генеральній конференції менонітів у жовтні 1922 року Ремпеля було обрано головою Комісії у справах релігії (KfK). Тепер йому та KfK випало представляти менонітські церкви в різко антирелігійному комуністичному уряді, намагаючись звільнити менонітську молодь від нових військових законів і військової служби. Крім цього, його завданням було утримувати разом менонітські громади всієї колишньої Російської імперії, які на той час розривалися, прагнучи підтримувати зв’язки одна з одною. Під його керівництвом у січні 1925 р. у Москві відбулася Загальна менонітська національна конференція. Пізніше цю конференцію назвали «Другим мученицьким синодом анабаптистів». Комуністичні правителі ретельно звернули увагу на лідерів менонітської церкви в Москві й не випускали їх із поля зору. Одна за одною вони незабаром потрапили до рук комуністичних чиновників. Із загалом 86 учасників січневої конференції більшість були заарештовані в якийсь момент між 1929 і 1941 роками та ув’язнені, вислані або вбиті. Лише 18 вдалося емігрувати до Канади чи США. На конференції Ремпель щиро просив, щоб його змінили в KfK і він міг би стати менш помітним лідером у церкві. Тому Олександр Едігер був обраний Головою KfK. Але Ремпеля попросили продовжувати керувати розпочатими справами, особливо організацією семінарії, що не було дозволено урядом. У червні 1925 року Ремпель брав участь у першій Всесвітній конференції менонітів у Базелі як представник менонітів колишньої Російської імперії, а потім майже чотири місяці подорожував, відвідуючи конгрегації менонітів у Німеччині.

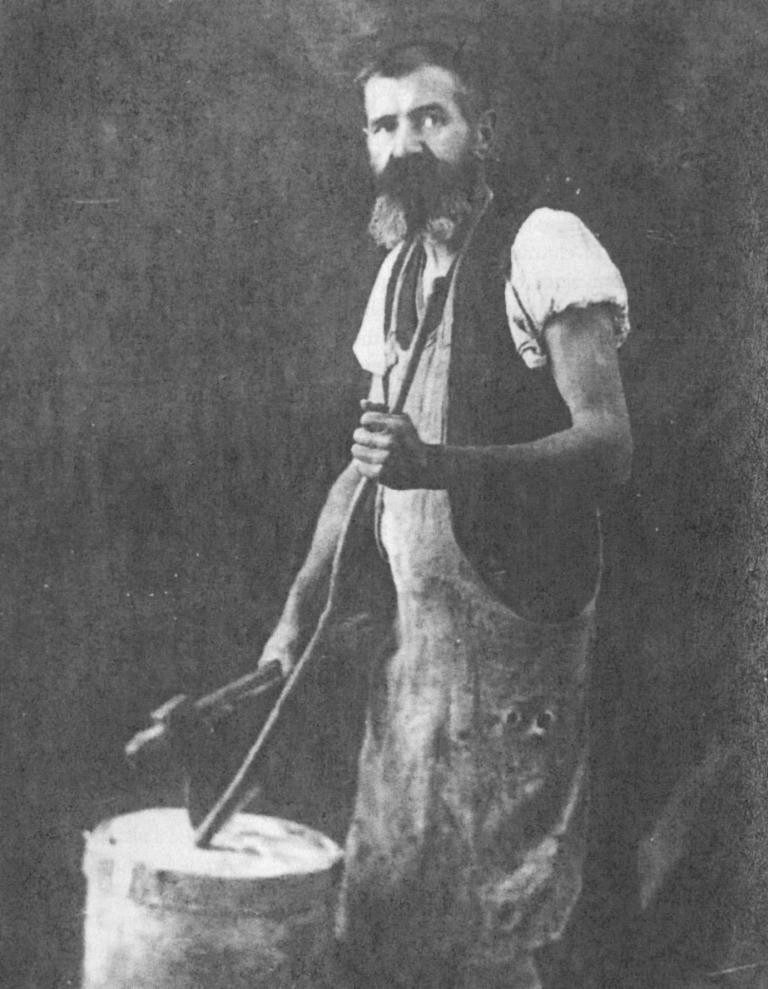
Jakob Rempel in 1932, while living in exile in Ashkabad. Scan from Mennonite Heritage Centre, Winnipeg, Manitoba.

Арешт і заслання: У СРСР з кожним роком посилювався політичний тиск на громади та проповідників. Хоча теоретично кожен громадянин мав право мати релігійні переконання, будь-яка форма релігійної пропаганди була заборонена. Майже вся діяльність менонітської церкви була визнана антиреволюційною. Усі проповідники повинні були зареєструватися як «службовці культу» і тим самим втрачати право голосу. Їм також було відмовлено в будь-якій можливості заробляти на життя. Тим не менш, податки на церкви та проповідників підвищувалися все вище, з метою позбавити як проповідника, так і громаду в цілому основних ресурсів. У серпні 1929 року Якова Ремпеля, чий річний дохід становив трохи менше 360 рублів, було обкладено податками у розмірі майже 800 рублів! Він знав, що ніколи не зможе зібрати таку суму грошей. Щоб уникнути неминучого арешту, Ремпель, який був церковним старостою, 8 вересня 1929 року втік із Грюнфельда (с.Зелене поле, Криворізького р-ну). 13 жовтня все його майно було конфісковано, а родина вигнана з Грюнфельда. Тим не менше, Ремпель міг написати:  «Я дякую Богові, що можу постраждати за Його ім’я… Я хочу піти і подякувати Богу… що ми можемо отримати таку можливість довести, що наша віра в Бога жодним чином не пов’язана з земні блага. . . “
У листопаді 1929 року Ремпель намагався емігрувати з родиною з Росії через Москву, оскільки вже отримав документи на в’їзд від німецького консула в Харкові. Але 16 листопада 1929 року Ремпель був заарештований у Москві ОДПУ  і звинувачений як підбурювач і керівник еміграції. 9 червня 1930 року, після семи місяців ув’язнення за нібито «антирадянську та контрреволюційну діяльність» — на підставі сумнозвісної статті 58 карного кодексу, яка широко визначала контрреволюційну діяльність і передбачала суворе покарання — Ремпель був засуджений на десять років таборів на острові Соловки в Білому морі. У квітні 1931р. його етапували звідси до табору на південь (Алма-Атинська область). У розпал другої передачі в січні 1932 року Ремпель втік з поїзда в районі Омська і втік до менонітської колонії Ак Метчет (Туркестан). Тут він прожив майже чотири роки як вільний громадянин під фальшивим іменем Зудерман (ім’я його дружини). У ці роки він також відвідав менонітів у селищі Тракена (у П'ятигорську, Кавказ) і зустрівся там зі своєю дружиною. Проте хтось видав його НКВД і 13 березня 1936 року Ремпеля знову заарештували.
Останні роки: Він приїхав через Москву до тюрми у Володимирі. Потім у листопаді 1936 року його повернули до П'ятигорська (Кавказ) і допитували. Перед показовим судом його знову звинуватили в «контрреволюційній та антирадянській діяльності» і 18 квітня 1937 р. засудили до розстрілу. Після подання клопотання про пом’якшення вирок було зменшено до 10 років ув’язнення з подальшим п’ятьма роками позбавлення всіх громадянських прав. Ремпель був відправлений назад до Володимира, а потім у квітні 1939 року потрапив до державної в'язниці в Орлі. До червня 1941 року йому дозволяли писати листи родині. В одному з цих листів він писав: 
«Я знаю, що Бог вирішив, що для мене найкраще, тому я хочу гідно нести цей тягар..... Можете закувати мене в ланцюги, бити мене, відрубати мені голову, але ніхто не може відняти мою віру. . . подалі від мене. Від конюха до професора. . . і зараз [у в’язниці] я на вершині свого життя».
Загалом, однак, релігійні коментарі були заборонені, тому його листи натомість зосереджувалися на житті та діяльності його сім’ї та його бажанні побачити їх знову. 8 вересня 1941 року при наближенні німецьких військ до Орла, Ремпель був повторно засуджений Військовою колегією Верховного Суду СРСР за злочини, передбачені частинами 4,6 і 10 статті 58 КК РРФСР і засуджений до розстрілу. 
Розстріляний 11 вересня 1941 року разом із 157 в’язнями. 
Реабілітований 15 березня 1989 року, майже через 50 років.

## Географія
Село Новохортиця знаходиться на відстані 2 км від села Вишневе. По селу протікає пересихаючий струмок з загатою. Поруч проходить автомобільна дорога Н11.

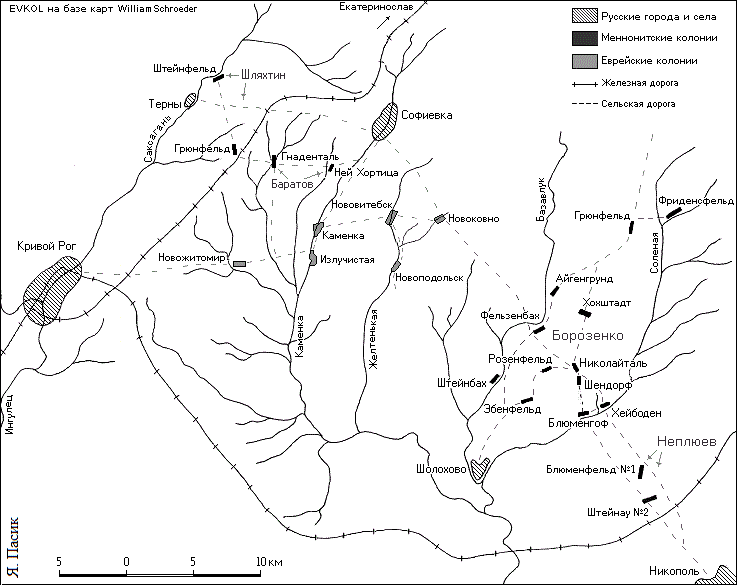
Карта менонітських і єврейських поселень. 1880 р.

## Населення

### Мова
Розподіл населення за рідною мовою за даними перепису 2001 року:
| Мова       | Кількість | Відсоток |
| ---------- | --------- | -------- |
| українська | 91        | 93.81%   |
| російська  | 6         | 6.19%    |
| Усього     | 97        | 100%     |

## Інтернет-посилання та документальні згадки
- Погода в селі Новохортиця
- Baratov Mennonite Settlement (Dnipropetrovsk Oblast, Ukraine) // Электронный ресурс: http://www.gameo.org/encyclopedia/contents/B37112.html
- Schlachtin Mennonite Settlement (Dnipropetrovsk Oblast, Ukraine // Электронный ресурс: http://www.gameo.org/encyclopedia/contents/S3438.html
- Jakob Aron Rempel: https://martyrstories.org/jakob-aron-rempel/

Массив колоний Шляхтин и Баратов (Schlachtin+Baratow)
1. Герцен  Франц  Я. / Goerzen Franz.  J. Черепичный  завод. Упоминается  в  1910  г.
2. Штайнфельд / Steinfeld / Каменнополь. Веселотерновская  вол. Клейма на черепице:  Ф.Я.ГЕРЦЕНЪ; Ф.Я.ГЕРЦЕНЪ. КАМЕНОПОЛЬ. Клеймо на кирпиче: Г. Каменное Поле, Шевченковский (бывший  Орджоникидзевский)  сельский  совет,  Криворожский р-н, Днепропетровская обл.
3. Генрихс Каспер / Henrichs Kasper. Кирпично-черепичный завод. Упоминается в 1910 Местонахождение – там же. Клеймо на кирпиче: К.
4. Фрезе Иоган Иоганович / Froese Johann Johann. Кирпичный завод.  Указан  в  списке недвижимых имуществ,  на  которых неправильно числятся недоимки земских сборов, подлежащие  сложению,  на  октябрь  1899  г.,  по  случаю  закрытия  завода.
5. Гринфельд / Gruenfeld / Зеленополь. Марьяновская вол. Зеленое  Поле,  Шевченковский сельский  совет,  Криворожский  р-н,  Днепропетровская обл.
6. Дик Петр Абрамович / Dyck Peter Abram. Кирпичный завод. Не работал с мая 1901 г.  Указан в  списке недвижимых имуществ,  на  которых числятся недоимки земских сборов,  подлежащие  сложению  со счетов  [13]. Марьяновская  волость. Конкретное  местоположение не указано.Софиевский или Криворожский р-н, или вблизи них; Днепропетровская обл.

1. ↑  Рідні мови в об'єднаних територіальних громадах України — Український центр суспільних даних